# ペイトナー
ペイトナー株式会社（ぺいとなー、英語：Paytner, Inc. ）は、東京都港区に本社を置くBtoB決済サービス事業を展開する企業。2019年に阪井優がyup株式会社として設立し、2022年にペイトナー株式会社に商号変更した。

## 概要
- 「成長する全てのビジネスの、お金のストレスをなくす」をミッションに掲げる[2]。
- 請求書の回収から振込までを自動化するサービス「ペイトナー請求書」や、フリーランス向けの請求書前払いサービス「ペイトナーファクタリング」を提供している[3]。
- 「ペイトナー請求書」の請求書回収や振り込みまでの一連業務を自動化する仕組みにより、特許を取得している[4][5]。

## 沿革
- 2019年
  - 2月4日 - 阪井優がyup株式会社を設立[6]。
  - 9月26日 - オンライン型ファクタリングサービス「ペイトナー ファクタリング（旧yup 先払い）」提供開始、インキュベイトファンドと5名の個人投資家から資金調達[7]。
  - 10月1日 -「ペイトナーファクタリング（旧yup 先払い）」が、「TRUSTDOCK」を導入実施[8]。
  - 11月5日 -「TechCrunch Tokyo 2019スタートアップバトル」のファイナリストに選出[9]。
  - 11月21日 -freee株式会社が提供する「クラウド会計ソフトfreee」とAPI連携を開始[10]
- 2020年
  - 1月23日 - 複業マッチングプラットフォームを手掛ける株式会社Another worksと業務提携契約を締結[11]
  - 1月30日 - Midworks運営の株式会社Branding Engineerとサービス提携契約を締結[12]
  - 2月13日 - SOKUDAN運営のCAMELORS株式会社と業務提携契約を締結[13]
  - 3月5日 - フリーランスママが所属するマムズラボ株式会社と業務提携契約を締結[14]
  - 3月26日 - 賃貸向け与信サービス『smeta』を運営するリース株式会社と業務提携契約を締結[15]
  - 4月23日 - 株式会社セブン銀行と業務提携し、24時間365日いつでも報酬の即時払いが実現[16]
  - 4月30日 - ギグセールス株式会社と業務提携契約を締結[17]
  - 5月21日 - 株式会社Hajimariと業務提携契約を締結[18]
  - 5月28日 - クラウド見積、納品、請求書サービス『Misoca』とのAPI連携を開始[19]
  - 7月29日 - インキュベイトファンド株式会社、イーストベンチャーズ株式会社、ログリー・インベストメント株式会社、エンジェル投資家の赤坂優氏より、1.3億円の資金調達を実施[20]
  - 8月6日 - Spready株式会社と業務提携契約を締結[21]
  - 12月1日 - 株式会社NKC ASIAと業務提携契約を締結[22]
- 2021年
  - 1月19日 - 三菱UFJフィナンシャル・グループ主催の第5期「MUFG　Digital アクセラレータ」参加企業に採択[23]
  - 1月21日 - クラウド型請求書管理ソフト『マネーフォワードクラウド請求書』とのAPI連携を開始[24]
  - 1月28日 - 株式会社Value marketと業務提携契約を締結[25]
  - 3月18日 - 株式会社SEPTAと業務提携契約を締結[26]
  - 3月25日 - Lecto株式会社と業務提携契約を締結[27]
  - 4月7日 - 第一生命グループの第一スマート少額短期保険株式会社と業務提携契約を締結[28]
  - 5月6日 - MUFG Digitalアクセラレータにて、パートナー賞を受賞[29]
  - 8月24日 - W venturesをリード投資家として、インキュベイトファンド株式会社、株式会社セブン銀行、AGキャピタル株式会社、株式会社FFGベンチャービジネスパートナーズ、會田武史を引受先とした第三者割当増資と、ベンチャーデットを手がけるブルー・トパーズ株式会社をはじめとする金融機関からのデットファイナンスを合わせて、総額4.5億円の資金調達を実施[30]
  - 9月9日 - 事業拡大に伴い、オフィスを新設[31]
  - 9月28日 - Chatwork株式会社と業務提携、フリーランス向け報酬即日払いサービス「Chatwork 先払い powered by yap」を提供開始[32]
  - 9月30日 - アフラック生命グループのSUDACHI少額短期保険と業務提携契約を締結[33]
  - 11月4日 - 第一生命保険株式会社が協業開始[34]
  - 11月22日 - fabbit・NBC主催のピッチイベント『第6回スタートアップ・メンタリング・プログラム』にて優秀賞を受賞[35]
  - 12月2日 - ハックスハブ株式会社と業務提携契約を締結[36]
- 2022年
  - 1月13日 - 株式会社NTTデータが提供する金融APIマーケットプレイス「API Gallery」にソリューションプロバイダ登録[37]
  - 3月1日 - 「yup株式会社」から「ペイトナー株式会社」へ社名変更。「先払い」は「ペイトナーファクタリング」へ名称変更[38]
  - 3月10日- Lecto株式会社と業務提携契約を締結[39]
  - 3月11日 - 鈴鹿ポイントゲッターズとスポンサー契約締結[40]
  - 3月24日 - Siiibo証券を活用し、社債発行[41]
  - 3月24日 - 207株式会社と業務提携契約を締結[42]
  - 5月12日 - ユアマイスター株式会社と業務提携契約を締結[43]
  - 6月22日 - PPP STUDIO株式会社と業務提携契約を締結。「PPP STUDIO 先払い powerd by ペイトナーファクタリング」を提供開始[44]
  - 7月11日 - ライフカード株式会社と業務提携契約を締結。フリーランスも発行可能な法人カードを提供開始[45]
  - 8月15日 - SDFキャピタル株式会社が設立した日本初のスタートアップ向け独立系デットファンドの投資先第一号として、資金調達を実施[46]
  - 9月20日 - 請求書の振込業務を自動化するスモールビジネス向け「ペイトナー請求書」を提供開始[47]
  - 10月4日 - 損保ジャパン株式会社と業務提携契約を締結[48]。
  - 12月15日 - 総額約19億円の資金調達を実施。スモールビジネスに特化したキャッシュマネジメントプラットフォーム開発へ[49]
  - 12月27日 - 今年の顔100人『2021ForbesJAPAN 100』に、代表の阪井優が選出[50]

- 2023年
  - 2月17日 - フリーランスに特化した確定申告ソフト「TAX HERO」を提供する株式会社MINT STUDIOと業務提携契約を締結[51]。
  - 4月3日 - 日本経済新聞・金融庁のカンファレンス「FIN/SUM 2023」ピッチコンテストにて、特別協賛である三菱地所による「Mitsubishi Estate Award」を受賞[52]
  - 4月11日 - 「ペイトナー請求書」で、受取から振込まで自動化する仕組みに関する特許を所得[5]
  - 5月8日 - 株式会社識学から資金調達を実施[53]
  - 5月19日 - FORBES「30 UNDER 30 ASIA 2023」に、COOの野呂祐介が選出される[54]
  - 5月30日 - 三井住友信託銀行から、資金調達を実施[55]
  - 6月7日 - 中央会計税理士法人の関連企業である、株式会社B-Techと業務提携契約を締結[56]
  - 6月13日 - 株式会社DOORSコンサルティングと業務提携契約を締結[57]
  - 6月28日 - 株式会社ジャルディニエと業務提携契約を締結[58]
  - 8月1日 - 第一生命保険株式会社と協業し、フリーランス向けの所得補償保険「ペイトナーお仕事あんしん保険」を紹介開始[59]
  - 8月4日 - インキュベイトファンド株式会社から資金調達を実施[60]
  - 8月9日 - シリーズBラウンドにて総額22億円の資金調達を実施[61]
  - 8月24日 - JIIMA認証「電子取引ソフト法的要件認証」を取得[62]
  - 9月5日 - 株式会社Lucciのバーチャルオフィス「NAWABARI」と業務提携契約を締結[63]
  - 9月7日 - 株式会社プレゼンスと業務提携契約を締結[64]
  - 9月11日 - 株式会社クルーと業務提携契約を締結[65]
  - 10月12日 - 株式会社Crevoと業務提携契約を締結[66]
  - 10月17日 - 「Moneytree LINK」と「ペイトナーファクタリング」を連携[67]
  - 11月15日 - 株式会社Bricks&UK Outsourcingと業務提携契約を締結[68]
  - 11月30日 - 207株式会社の「トドクラウド」と業務提携契約を締結[69]　
  - 12月12日 - ネクスライド株式会社と業務提携契約を締結[70]
  - 12月24日 - 株式会社Karigoと業務提携契約を締結[71]
- 2024年
  - 2月22日 - 株式会社a.l.eと業務提携契約を締結[72]
  - 4月4日 - 「ペイトナー補助金診断」をリリース[73]
  - 6月27日 - meherと業務提携契約を締結[74]
  - 8月8日 - 約12億円の資金調達[75]
  - 8月29日 - 「IT導入補助金2024」の対象ツールに認定[76]
  - 9月12日 - 株式会社GIGの『クロスデザイナー』と業務提携契約を締結[77]
  - 9月25日 - freee株式会社と業務提携契約を締結、「ペイトナーファクタリング with freee」の提供を開始[78]

## 事業内容
- BtoB決済サービスの提供
- 与信モデルの企画・開発・運営

## 受賞歴
- MUFG Digital アクセラレータ にて、パートナー賞を受賞（2021年）[29]
- fabbit・NBC主催のピッチイベント『第6回スタートアップ・メンタリング・プログラム』にて優秀賞受賞（2021年）[35]
- 「FIN/SUM 2023」ピッチコンテスト Mitsubishi Estate Award受賞（2023年）[52]
- ペイトナー請求書が、「BOZIL　SaaS AWARD Spring 2024」請求書受賞サービス部門でGood Service 受賞（2024年）[79]